# Grand Prix Hassan II 2014
Grand Prix Hassan II 2014 byl tenisový turnaj pořádaný jako součást mužského okruhu ATP World Tour, který se hrál v areálu Complexe Al Amal na otevřených antukových dvorcích. Konal se mezi 7. až 13. dubnem 2014 v marocké Casablance jako 28. ročník turnaje.
Turnaj s rozpočtem 485 760 eur patřil do kategorie ATP World Tour 250. Nejvýše nasazeným hráčem ve dvouhře se stal devatenáctý tenista světa Kevin Anderson z Jihoafrické republiky, který po volném losu podlehl ve druhém kole Rumunu Hanescovi.

## Mužská dvouhra

### Nasazení
| Stát         | Hráč                   | ATP1) | Nasazení |
| ------------ | ---------------------- | ----- | -------- |
| Jižní Afrika | Kevin Anderson         | 19.   | 1.       |
| Francie      | Gaël Monfils           | 25.   | 2.       |
| Francie      | Benoît Paire           | 33.   | 3.       |
| Španělsko    | Marcel Granollers      | 36.   | 4.       |
| Portugalsko  | João Sousa             | 38.   | 5.       |
| Argentina    | Federico Delbonis      | 43.   | 6.       |
| Nizozemsko   | Robin Haase            | 48.   | 7.       |
| Španělsko    | Guillermo García-López | 53.   | 8.       |

- 1) Žebříček ATP k 31. březnu 2014.

### Jiné formy účasti
Následující hráči obdrželi divokou kartu do hlavní soutěže:
- Roberto Carballés Baena
- David Goffin
- Filip Peliwo
- Gilles Simon
  -  Andrej Kuzněcov – jako šťastný poražený

### Odhlášení
před zahájením turnaje
- Pablo Andújar
- Roberto Bautista Agut
- Édouard Roger-Vasselin
- Gaël Monfils

### Skrečování
- Jiří Veselý (nemoc)

## Mužská čtyřhra

### Nasazení
| Stát               | Hráč              | Stát               | Hráč            | ATP1) | Nasazení |
| ------------------ | ----------------- | ------------------ | --------------- | ----- | -------- |
| Nizozemsko         | Jean-Julien Rojer | Rumunsko           | Horia Tecău     | 55.   | 1.       |
| Spojené království | Jamie Murray      | Austrálie          | John Peers      | 68.   | 2.       |
| Spojené království | Colin Fleming     | Spojené království | Jonathan Marray | 78.   | 3.       |
| Rakousko           | Oliver Marach     | Rumunsko           | Florin Mergea   | 90.   | 4.       |

- 1) Žebříček ATP k 31. březnu 2014; číslo je součtem umístění obou členů páru.

### Jiné formy účasti
Následující páry obdržely divokou kartu do hlavní soutěže:
- Ayoub Chakrouni /  Younes Rachidi
- Lamine Ouahab /  Mehdi Ziadi

Následující páry nastoupily do čtyřhry z pozice náhradníka:
- Carlos Berlocq /  Leonardo Mayer
- Martin Fischer /  Rogier Wassen

### Odhlášení
před zahájením turnaje
- Andre Begemann (poranění levého kolena)
- Johan Brunström (poranění zápěstí)

## Přehled finále

### Mužská dvouhra
- Guillermo García-López vs.  Marcel Granollers, 5–7, 6–4, 6–3

### Mužská čtyřhra
- Jean-Julien Rojer /  Horia Tecău vs.  Tomasz Bednarek /  Lukáš Dlouhý, 6–2, 6–2